# Diocesi di Erdonia
La diocesi di Erdonia (in latino Dioecesis Herdonitana) è una sede soppressa e sede titolare della Chiesa cattolica.

## Storia
Herdonia, sulla via Traiana tra Aecae e Canusium, corrispondente all'odierna Ordona, è stato un importante municipio romano, che conobbe la sua massima fase di sviluppo e prosperità in età imperiale. La città è stata oggetto, dal 1962, di una intensa campagna di scavi guidata dall'archeologo belga Joseph Mertens, che tuttavia non ha ancora messo in luce «elementi probanti per individuare come sicuramente cristiane alcune evidenze archeologico-monumentali che possano confermare la cristianizzazione del centro».
Herdonia cristiana è menzionata per la prima volta nell'Itinerarium Burdigalense dal "pellegrino di Bordeaux" nel suo viaggio di ritorno dalla Terrasanta. La testimonianza certamente più importante è quella del Martirologio geronimiano, la cui parte più antica risale alla prima metà del V secolo. Al 1º settembre sono ricordati due martiri, Felice e Donato di Hardonia in Apulia; lo stesso giorno i medesimi santi sono ricordati anche in Africa, a Cartagine e a Tinisa di Numidia. «La critica è concorde nel ritenere Felice e Donato martiri africani "importati" nell'ambito di quei fitti rapporti documentati, anche a livello agiografico, tra Italia meridionale e Africa».
I due martiri sono menzionati al 1º settembre in una Passione dei 12 fratelli della seconda metà dell'VIII secolo, dove si accenna al fatto che le reliquie dei due santi, che avrebbero subito il martirio a Sentianum e non a Herdonia, furono traslate da san Marco, vescovo di Eca, nella sua città episcopale. Il luogo diverso del martirio, rispetto a quanto dice il martirologio geronimiano, potrebbe spiegarsi, secondo Otranto, col fatto che quando fu composto il racconto agiografico si era persa la memoria sia dei due santi sia di Herdonia, città entrata in crisi dal IV secolo e distrutta durante la guerra greco-gotica e l'invasione longobarda. Il riferimento a san Marco di Eca si può addebitare al «fatto che all'epoca di composizione della Passio, la diocesi di Herdonia non esisteva più da tempo ed è probabile che il suo territorio fosse inglobato nella diocesi di Aeca».
Incerte sono le notizie sulla nascita e la diffusione del cristianesimo a Herdonia, che deve essersi presumibilmente affermato con i primi insediamenti cristiani del territorio, così come nelle vicine Eca e Canosa. Inoltre Herdonia, assieme a Eca e Brindisi, sono le uniche città pugliesi ricordate nel martirologio geronimiano.
Un solo vescovo è attribuito con certezza alla diocesi di Herdonia. Alla fine del V secolo Saturnino di Erdonia prese parte al concilio romano celebrato il 1º marzo 499 da papa Simmaco per regolare la questione dell'elezione del vescovo di Roma dopo lo scisma che si era prodotto qualche mese prima nella Chiesa romana con l'elezione di due vescovi, Simmaco e Lorenzo. Saturnino appare come ultimo firmatario degli atti del concilio, «segno, questo, che Saturnino e la sua diocesi non rivestivano certamente un ruolo di primo piano tra i vescovi intervenuti e le sedi episcopali da loro rappresentate» Negli altri due concili simmachiani del 501 e del 502 non appare più né Saturnino né alcun altro vescovo di Herdonia.
Ferdinando Ughelli, nella sua Italia sacra, aggiunge un vescovo san Leone di Herdonia, «qui primus dicitur datus Herdonitanis Antistes». Non si conosce nulla di questo vescovo e il suo nome non appare negli Acta sanctorum dei Bollandisti. All'epoca di Ughelli (XVII secolo), esisteva una chiesa intitolata a questo santo, celebrato il 12 gennaio.
Otranto conclude che
Herdonia fece registrare una sicura ripresa tra IX e X secolo, all'epoca del ritorno dei Bizantini in Puglia; ne è testimonianza la costruzione di una chiesa risalente probabilmente alla fine del X secolo e ubicata nella parte più settentrionale dell’antica area urbana. La città, comunque, non fu più sede episcopale; dal X secolo il suo territorio ricadde sotto la giurisdizione episcopale della vicina diocesi di Ascoli Satriano, suffraganea, al pari di altre diocesi pugliesi, della sede episcopale beneventana.»
(Otranto, Per una storia dell'Italia tardoantica cristiana, pp. 268-269)
Dal 2004 Erdonia è annoverata tra le sedi vescovili titolari della Chiesa cattolica; dal 10 ottobre 2019 il vescovo titolare è Gerardo Joseph Colacicco, vescovo ausiliare di New York.

## Cronotassi

### Vescovi
- San Leone ? † (II secolo)
- Saturnino † (menzionato nel 499)

### Vescovi titolari
- Roberto Calara Mallari (14 gennaio 2006 - 15 maggio 2012 nominato vescovo di San Jose)
- Robert John Brennan (8 giugno 2012 - 31 gennaio 2019 nominato vescovo di Columbus)
- Gerardo Joseph Colacicco, dal 10 ottobre 2019